# Le Courrier de Lyon ou L'Attaque de la malle-poste
Pour les articles homonymes, voir L'Affaire du courrier de Lyon (homonymie).
Pour plus de détails, voir Fiche technique et Distribution.
Le Courrier de Lyon ou L'Attaque de la malle-poste est un film muet français réalisé par Albert Capellani, sorti en 1911.
Ce film, inspiré de faits réels, est une adaptation de la pièce Le Courrier de Lyon, drame en 5 actes et 8 tableaux, d'Eugène Moreau, Alfred Delacour, Auguste Maquet et Paul Siraudin, créée en 1850. Il relate l'Affaire du courrier de Lyon, une affaire criminelle survenue à l'époque du gouvernement du Directoire.
Deux autres films seront réalisés sur cette affaire : L'Affaire du courrier de Lyon par Léon Poirier en 1923 et L'Affaire du courrier de Lyon par Claude Autant-Lara et Maurice Lehmann, en 1937.  

## Synopsis
Dans la nuit du 8 au 9 floréal an IV (27 au 28 avril 1796) la malle-poste qui va de Paris à Lyon est attaquée par cinq individus sur son parcours entre Lieusaint et Melun, près du village de Vert-Saint-Denis, dans le département de Seine-et-Marne, à une quarantaine de kilomètres au sud-est de Paris. Ils volent l'argent — 80 000 livres en monnaie et 7 millions de livres sous forme d'assignats, destinés à la solde des armées d'Italie — qu'elle convoyait et assassinent les deux postillons. 
L'instruction et le procès de l'affaire conduisent à ce qui sera par la suite considéré comme une erreur judiciaire avec l'exécution du nommé Joseph Lesurques et comme l'exemple d'une justice approximative et trop rapide.

## Fiche technique
- Titre : Le Courrier de Lyon ou L'Attaque de la malle-poste
- Réalisation : Albert Capellani
- Scénario : Albert Capellani, d'après la pièce d'Eugène Moreau, Alfred Delacour, Auguste Maquet et Paul Siraudin (1850)[1]
- Photographie :
- Montage :
- Producteur :
- Société de production : Société cinématographique des auteurs et gens de lettres (S.C.A.G.L.)
- Société de distribution :  Pathé Frères
- Pays de production :  France
- Langue : film muet avec les intertitres en français
- Métrage : 780 mètres
- Format : Noir et blanc — 35 mm — 1,33:1 —  Muet
- Genre : Film dramatique, Film historique
- Durée : 26 minutes
- Dates de sortie :
  - France : 10 mai 1911

## Distribution
- Louis Ravet : Joseph Lesurques / Dubosc
- Jules Mévisto : Choppart
- Georges Tréville : Courriel
- Paul Calvin : Fouinard
- Paul Capellani : Didier
- Alphonse Dieudonné : le père Lesurques
- Le Petit Colsi : le garçon d'auberge
- Eugénie Nau : la femme Choppart
- Andrée Pascal : Julie lesurques
- Maurice Luguet
- Gaston Sainrat
- Gaston Prika
- Paul Faivre
- Paul Franck
- Émile André
- Dupont-Morgan
- Jeanne Delmy
- Grégoire
- Madame Cassagne
- Mario
- Chauveau
- Antony
- Charlet
- Vernaud

## Autour du film
- Dans la commune de Vert-Saint-Denis, une rue porte le nom de Joseph Lesurques.